# Pteromalus patro
Pteromalus patro är en stekelart som beskrevs av Walker 1848. Pteromalus patro ingår i släktet Pteromalus och familjen puppglanssteklar. Arten är reproducerande i Sverige. Inga underarter finns listade i Catalogue of Life.